# Dwustu służących i śnieg
Dwustu służących i śnieg – spektakl telewizyjny z 1999 roku, w reżyserii Krzysztofa Langa. Widowisko, powstałe na podstawie dramatu Iris Murdoch, było emitowane w ramach Teatru Telewizji.

## Obsada
- Danuta Stenka, Ewa Gawryluk, Sergiusz Żymełka, Artur Żmijewski, Igor Przegrodzki, Leon Charewicz, Cezary Kosiński i inni.